# Piridin
Piridin je heterociklično organsko jedinjenje sa hemijskom formulom 55. On je strukturno srodan sa benzenom. Jedna CH grupa je zamenjena atomom azota. On se koristi kao prekurzor agrohemikalija i lekova. On je isto tako važan rastvarač i reagens. Piridin je bezbojna lako zapaljiva tečnost sa specifičnim mirisom, koji podseća na ribu. Piridinov prsten se se javlja u mnogim važnim jedinjenjima, kao što su vitamini nikotinamid i piridoksal.

## Priprema i pojava
Piridin je originalno industrijski proizvođen ekstrakcijom iz ugljene smole. U današnje vreme se sintetizuje iz formaldehida, amonijaka, i acetaldehida:
{\displaystyle CH_{2}O+NH_{3}+2CH_{3}CHO\rightarrow C_{5}H_{5}N+3H_{2}O+2H_{2}}

## Reakcije

### Baza
U organskim reakcijama piridin se ponaša kao tercijarni amin, podleže protonaciji, alkilaciji, acilaciji, i N-oksidaciji na svom atomu azota, i kao aromatično jedinjenje, podleže nukleofilnim supstitucijama.
Azotni atom piridina poseduje bazni slobodni elektronski par. Pošto ovaj slobodni elektronski par nije delokalizovan u aromatični pi-sistem, piridin je baza sa hemijskim osobinama sličnim tercijarnim aminima. pKa vrednost konjugovane kiseline je 5.21. Piridin se protonizuje reakcijom sa kiselinama i formira pozitivno naelektrisani aromatični poliatomiski jon, koji se naziva piridinijum. Dužine veza i uglovi veza piridina i piridinijum jona su skoro identični. Piridinijum katjon i benzen imaju isti broj elektrona. Piridinijum p-toluen sulfonat (PPTS) je ilustrativna piridinijumska so; ona se formira tretiranjem piridina sa p-toluen sulfonskom kiselinom.

### N-nukleofil i ligand
Piridin je dobar nukleofil sa donorskim brojem 33.1. On lako reaguje sa alkilujućim reagensima i daje N-alkil-piridinijum soli. Primer takve soli je cetil-piridinijum hlorid, katjonski surfaktant koji je u širokoj upotrebi kao dizinfikujući i antiseptički agens. Piridinijum soli se mogu pripremiti Zinckovom reakcijom. Korisni adukti piridina su piridin-boran, , blago redukujući reagens sa poboljšanom stabilnošću u odnosu na  u protičkim rastvaračima, i poboljšanom ratvorljivošću u aprotičkim organskim rastvaračima. Piridin-sumpor trioksid,  je sulfonacioni reagens koji se koristi za konvertovanje alkohola u sulfonate, koji zatim podležu rascepu  veze posle redukcije sa hidridnim reagensima.
Piridin se koristi kao ligand u koordinacionoj hemiji. Takođe su važni njegovi helatni derivati 2,2'-bipiridin, koji se sastoje od dva molekula piridina spojena jednostrukom vezom, i terpiridin, molekul sa tri spojena piridinska prstena.

## MSDS
Piridin izaziva negativne posledice po čoveka i to, u dodiru sa kožom iritaciju, u neposrednom kontaktu sa očima izaziva iritaciju, odnosno suzenje, kao i depresiju CNS, što se manifestuje usporenim pulsom, disanjem, i gubljenjem svesti. Sa piridinom se mora pažljivo rukovati jer je i u tečnom i u gasovitom agregatnom stanju lako zapaljiva supstanca.

### Respiratorni sistem
Ukoliko je žrtva izložena udisanju piridina, nakon kraćeg vremena, osetiće glavobolju, pospanost, vrtoglavicu, i gubitak koordinacije. Nakon dužeg vremena, posledice su stomačni problemi, mučnina, povraćanje, dijareja, bol u stomaku, gubitak apetita, potom vrtoglavica, poremećaji sna, nagle promene raspoloženja, gubitak koordinacije pokreta i oštećenje nerava. Prva pomoć se ukazuje tako što se odmah uklanja izvor isparavanja piridina, žrtvi se mora obezbediti čisti vazduh, a ukoliko diše otežano ili u potpunosti ne diše, potrebno joj je ukazati pomoć u vidu veštačkog disanja. Takođe, poželjno je pozvati i lekara.

### Koža
Čovek čija je koža izložena delovanju piridina, prouzrokovaće iritaciju i alergijske reakcije. Kako bi se pomoglo tom čoveku, potrebno je prati iritiranu kožu vodom i sapunom oko 15 minuta. Obratiti se lekaru u slučaju dužem izlaganju kože dejstvu piridina. Obavezno dubinski očistiti kontaminiranu odeću i obuću pre ponovne upotrebe.

### Oči
Kontakt sa očima može prouzrokovati suzenje, iritaciju i, eventualno, trajno oštećenje čula vida. Važno je obavezno pozvati lekarsku pomoć, a pre toga 15 minuta dobro isprati mlazom vode.

### Konzumiranje
Osoba koja proguta piridin osetiće prvenstveno mučninu, potom povraćanje, dijareju, dezorjentisanost u prostoru, nagle promene raspoloženja, kao i kongestiju pluća. Ukoliko se ne ukaže prva pomoć i žrtvi se ne ispere želudac, mogući problemi su poput oštećenja nastalih nakon dužeg udisanja, a mogu se i trajno oštetiti pojedini organi, poput jetre, bubrega, srca. Vrlo je verovatno da će ta osoba ostati bez svesti, pa je neophodno odmah pozvati lekarsku pomoć. Nikako ne dozvoliti da onesvešćena osoba povraća i ne treba joj davati nikakvu tečnost.

### Preventiva
Preventiva bilo kakve povrede ili ozlede od piridina je adekvatna oprema, koja obuhvata rad u digestoru, hemijski otporna odeća, naočare i rukavice otporne na hemikalije. Mora se skladištiti i rukovati po važećim propisima i standardima. Piridin je potrebno zaštiti od fizičkih oštećenja, plamena, varnica, paljenja, kao i bilo kakvog izvora toplote. Boce i kontejneri u kojima se čuva piridin mogu eksplodirati pri neodgovarajućim uslovima. Čuvati od nekompitabilnih supstanci, i to kiselina, zapaljivih materija, oksidirajućih materija, oksida ugljenika i azota.

## Spoljašnje veze
- Internacionalna hemijska sigurnosna karta 0323
- džepni vodič hemijskih hazarda
- Sinteza piridina